# Гриценко Іван Сергійович
Гриценко Іван Сергійович (*26 вересня 1957) — декан юридичного факультету Київського національного університету імені Тараса Шевченка у 2008—2021 роках, доктор юридичних наук.

## Біографія
Народився 26 вересня 1957 р. в с. Байбузи Черкаського району Черкаської обл.
У 1979 р. закінчив Київський державний університет ім. Т. Г. Шевченка з відзнакою за спеціальністю «Історія», кваліфікація — історик, викладач історії та суспільствознавства.
Працював на кафедрі історії КПРС для природничих факультетів протягом 1983—1998 рр.
У 1988 р. захистив кандидатську дисертацію.
Протягом 2001—2008 рр. очолював Фінансово-правовий коледж Київського національного університету імені Тараса Шевченка. В 2008 р. працював на кафедрі теорії держави і права юридичного факультету університету. З грудня 2008 р. по червень 2020 р. декан юридичного факультету Київського національного університету імені Тараса Шевченка.
Напрямки наукових досліджень — підзаконні нормативні акти в правовій системі України, технологія законотворчості (законодавча техніка), вищі органи державної влади Української Народної Республіки.
Автор понад 50 праць, серед них 5 посібників, зокрема «Гомін віків» (Навч. Посібник для 5-го класу загальноосвітньої школи. — К., 1993) був відзначений щорічною премією імені Тараса Шевченка Київського національного університету імені Тараса Шевченка (1996 р.).
Нагороджений Почесною грамотою Міністерства освіти України.